# علم العلاج عن بعد
لا ينبغي الخلط بينه وبين الاعتقاد خوارق في التخاطر.
علم العلاج عن بعد هو ممارسة علم الأمراض على مسافة. ويستخدم تكنولوجيا الاتصالات السلكية واللاسلكية لتسهيل نقل بيانات علم الأمراض الغنية بالصور بين المواقع البعيدة لأغراض التشخيص والتعليم والبحث. يتطلب أداء علم العلاج عن بعد أن يختار أخصائي علم الأمراض صور الفيديو للتحليل وتقديم التشخيصات. لم يتطلب استخدام «الفحص المجهري التلفزيوني»، رائد علم الأمراض الباطني، أن يكون لأخصائي علم الأمراض مشاركة «فعالة» فعلية أو افتراضية في اختيار مجالات الرؤية المجهرية للتحليل والتشخيص.
صاغ عالم الأمراض الأكاديمي، رونالد إس. وينشتاين، مصطلح «علم العلاج عن بعد» في عام 1986. في مقال افتتاحي في مجلة طبية، أوضح وينشتاين الإجراءات التي ستكون ضرورية لإنشاء خدمات تشخيص الأمراض عن بعد. نشرهو ومعاونوه أول ورقة علمية عن علم الأمراض الباطني الآلي. جصل وينشتاين أيضًا على أول براءات اختراع أمريكية لأنظمة علم أمراض الباطنة الآلية وشبكات تشخيص أمراض الباثولوجيا. وينشتاين معروف لدى الكثيرين باسم «أبو علم العلاج عن بعد». في النرويج، نفذ ايدي ونوردروم أول خدمة مستدامة لعلم الأمراض السريرية عن بعد في عام 1989 ؛  هذا لا يزال مستخدم بعد عدة عقود. استفاد عدد من آلاف المرضى في أمريكا الشمالية وأوروبا وآسيا من الخدمات السريرية في علم العلاج عن بعد.
تم استخدام علم العلاج عن بعد بنجاح للعديد من التطبيقات، بما في ذلك تقديم تشخيصات الأنسجة التشريحية عن بعد. على الرغم من أن التصوير الرقمي للأمراض، بما في ذلك الفحص المجهري الافتراضي، هو الطريقة المفضلة لخدمات علم العلاج عن بعد في البلدان المتقدمة البعيدة، إلا أن التصوير الباثولوجي التناظري لا يزال يستخدم لخدمات المرضى في بعض البلدان النامية.

## أنواع الانظمة
تنقسم أنظمة علم العلاج عن بعد إلى ثلاثة أنواع رئيسية: الأنظمة الثابتة القائمة على الصور، وأنظمة الوقت الفعلي، وأنظمة الشرائح الافتراضية.
تتمتع أنظمة الصور الثابتة بميزة كونها أكثر الأنظمة بأسعار معقولة وقابلة للاستخدام. لديهم عيب كبير في أن تكون قادرة فقط على التقاط مجموعة فرعية مختارة من الحقول المجهرية للتقييم خارج الموقع.
في الوقت الحالي تتيح أنظمة الفحص المجهري الآلية والشرائح الافتراضية لأخصائي علم الأمراض الفرصة لتقييم شرائح التشريح المرضي بالكامل عن بعد. مع الأنظمة في الوقت الحالي، يعمل الاستشاري بفاعلية على تشغيل مجهر آلي يتم التحكم فيه آليًا وموجود في موقع بعيد - حيث يتم تغيير التركيز والإضاءة والتكبير ومجال الرؤية - حسب الرغبة. يمكن استخدام كاميرا فيديو تمثيلية أو كاميرا فيديو رقمية لإجراء الفحص المجهري الآلي. يتضمن شكل آخر من أشكال الفحص المجهري في الوقت الحالي استخدام كاميرا فيديو عالية الدقة مثبتة على مجهر المختبر لإرسال فيديو رقمي مباشر لشريحة إلى شاشة كمبيوترمراقبة كبيرة في موقع الطبيب البعيد عن طريق برنامج تخزين وإعادة توجيه مشفر. يسمح الميكروفون الذي ينهي الإلغاء في نهاية كل مؤتمر فيديو لأخصائي علم الأمراض بالتواصل مع الشخص الذي يحرك الشريحة تحت المجهر.
تستخدم أنظمة الشرائح الافتراضية الماسحات الضوئية الرقمية الآلية التي تنشئ ملف صورة رقمية لشريحة زجاجية بأكملها (صورة الشريحة بأكملها). يتم تخزين هذا الملف على خادم الكمبيوتر ويمكن تصفحه عن بعد عبر الإنترنت باستخدام متصفح الإنترنت. التصوير الرقمي مطلوب من أجل الفحص المجهري الافتراضي.
بينما توفر أنظمة الشرائح الافتراضية في الوقت الفعلي دقة تشخيص أعلى عند مقارنتها بعلم العلاج عن بعد للصور الثابتة، إلا أن هناك عيوبًا في كل منها. تعمل أنظمة الوقت الحالي بشكل أفضل على شبكات المناطق المحلية (LAN)، ولكن قد يتأثر الأداء إذا تم توظيفه أثناء فترات ازدحام الشبكة المرتفعة أو استخدام الإنترنت كعمود أساسي. النفقات هي مشكلة في أنظمة الوقت الحالي وأنظمة الشرائح الافتراضية حيث قد تكون مكلفة. الشريحة المستجدة في علم العلاج عن بعد الافتراضي تعتبر التكنولوجيا المفضلة لخدمات العلاج عن بعد. ومع ذلك، فإن ماسحات الشريحة الظاهرية عالية الإنتاجية (تلك التي تنتج شريحة افتراضية واحدة أو أكثر في الدقيقة) مكلفة حاليًا. كما أن الملفات الرقمية للشرائح الافتراضية كبيرة نسبيًا، وغالبًا ما يتجاوز حجمها غيغابايت واحد. قد يكون تخزين واسترجاع أعداد كبيرة من ملفات الصور كاملة الشريحة قد يكون مرهقًا، مما يعرض تحديات سير العمل الخاصة به في المختبر السريري.
أنواع النظام الأساسي لعلم العلاج عن بعد: تتيح أنظمة علم العلاج عن بعد التي اعتمدت التصوير الكامل للشرائح إمكانية العرض عن بُعد بهدف مساعدة أخصائي علم الأمراض في الطرق التالية: من خلال المشاركة عن بُعد وثانياً عن طريق تحميل الصور لمشاورات الخبراء.

## الاستخدامات والفوائد
يتم استخدام علم العلاج عن بعد حاليًا في مجموعة واسعة من التطبيقات السريرية بما في ذلك تشخيص عينات القسم المجمدة،  تشخيصات التشريح المرضي الأولية،  تشخيصات الرأي الثاني،  تشخيصات خبراء أمراض الباطن التخصصية الفرعية،  دراسات السموم قبل السريرية الاستقصائية والمنظمة. التعليم،  تقييم الكفاءة،  والبحث. تشمل فوائد علم التخاطر توفير إمكانية الوصول السريع إلى أخصائيي الأمراض البعيدة عن الموقع من أجل تشخيص العينات المجمدة السريعة. يمكن أن يكون هناك فائدة أخرى تتمثل في الوصول المباشر إلى أخصائيي أمراض الباطن مثل أخصائي أمراض الكلى أو أخصائي الأمراض العصبية أو أخصائي الأمراض الجلدية والتناسلية لإجراء مشاورات فورية.

## الخدمات حسب البلد

### كندا
منظمة الصحة الكندية "انفوواي" هي المنظمة المسؤولة عن تنفيذ علم العلاج عن بعد في كندا. منظمة الصحة الكندية "انفوواي هي مؤسسة فدرالية غير ربحية توفر التمويل لتحسين البنية التحتية الصحية الرقمية.
استهدفت منظمة الصحة الكندية "انفوواي في كندا تمويلًا بقيمة 1.2 مليون دولار كندي للاستفادة من تقنية العلاج عن بعد في مقاطعة كولومبيا البريطانية. تم تصميم النظام لربط جميع أطباء الأمراض داخل المقاطعة. تتمثل التوقعات طويلة الأجل في تحسين رعاية المرضى وسلامتهم من خلال الوصول إلى خبرة في علم الأمراض وتحسين توقيت النتائج وجودة الخدمة.
في أونتاريو، تعد مستشفيات شبكة الصحة الجامعية (UHN) هي المحرك الرئيسي لتطوير علم العلاج عن بعد. مجتمعات أونتاريو الشمالية الثلاثة في تيمينز، ساولت سانت. يوجد لدى ماري وكابوسكاسينغ العديد من المستشفيات المجتمعية المرتبطة بشكل افتراضي بأخصائيي الأمراض في شبكة UHN عبر الإنترنت على مدار 24 ساعة في اليوم.

## روابط خارجية
- تنظيم المعرفة في الويب الدلالي لعلم الأمراض[وصلة مكسورة]
- مرحبا بكم في علم الأمراض الرقمي في كلية براون الطبية
- شرائح مركز هوليكروس للسرطان (بولندا، كيلسي)
- علم الأمراض الرقمي: مسودة متوافقة مع DICOM و testbed والنتائج الأولى
- مكتبة OpenSlide - C التي توفر واجهة بسيطة لقراءة الصور كاملة الشريحة .